# St. Josef (Fischbach)

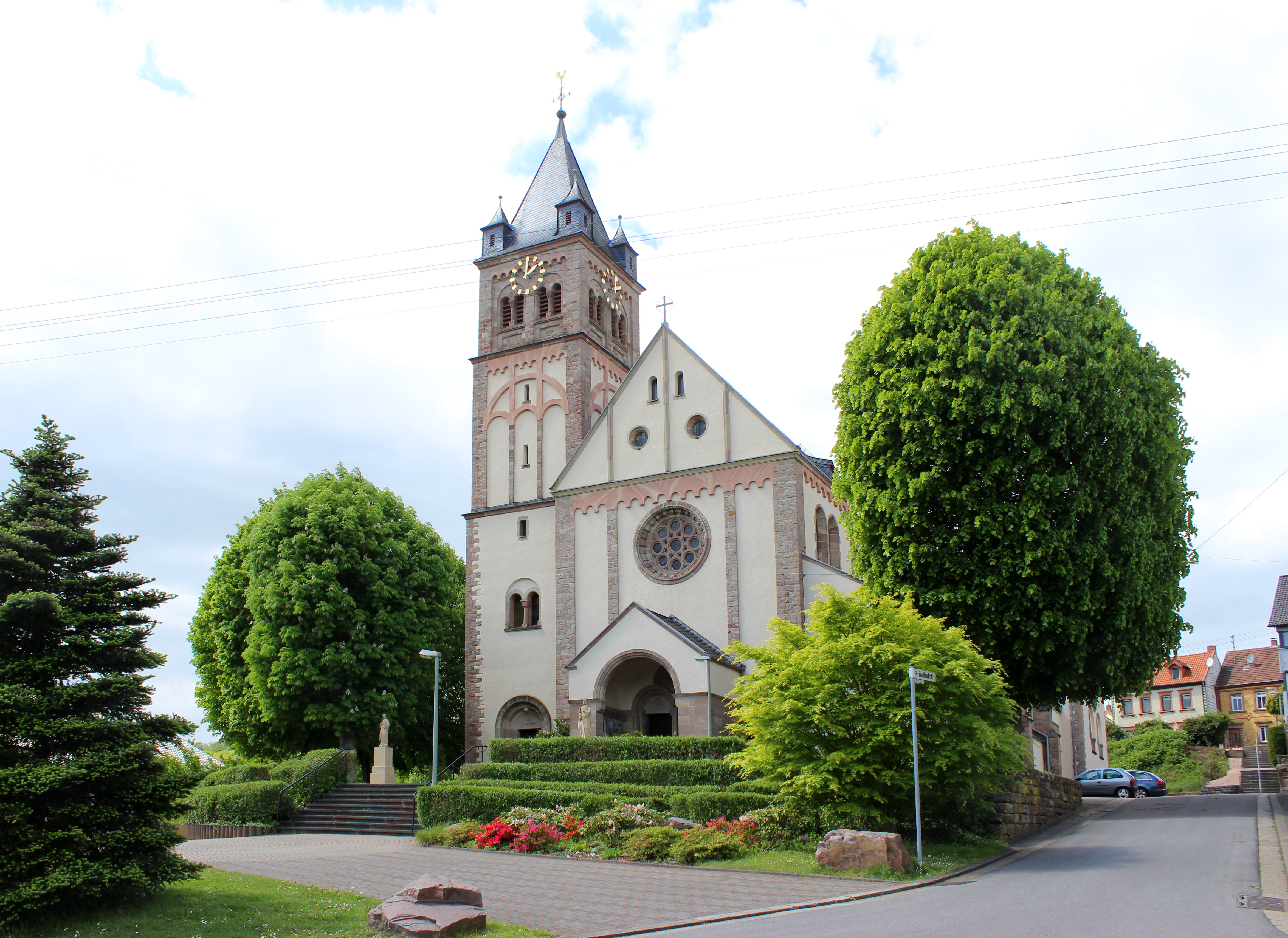
Die katholische Pfarrkirche St. Josef in Fischbach-Camphausen

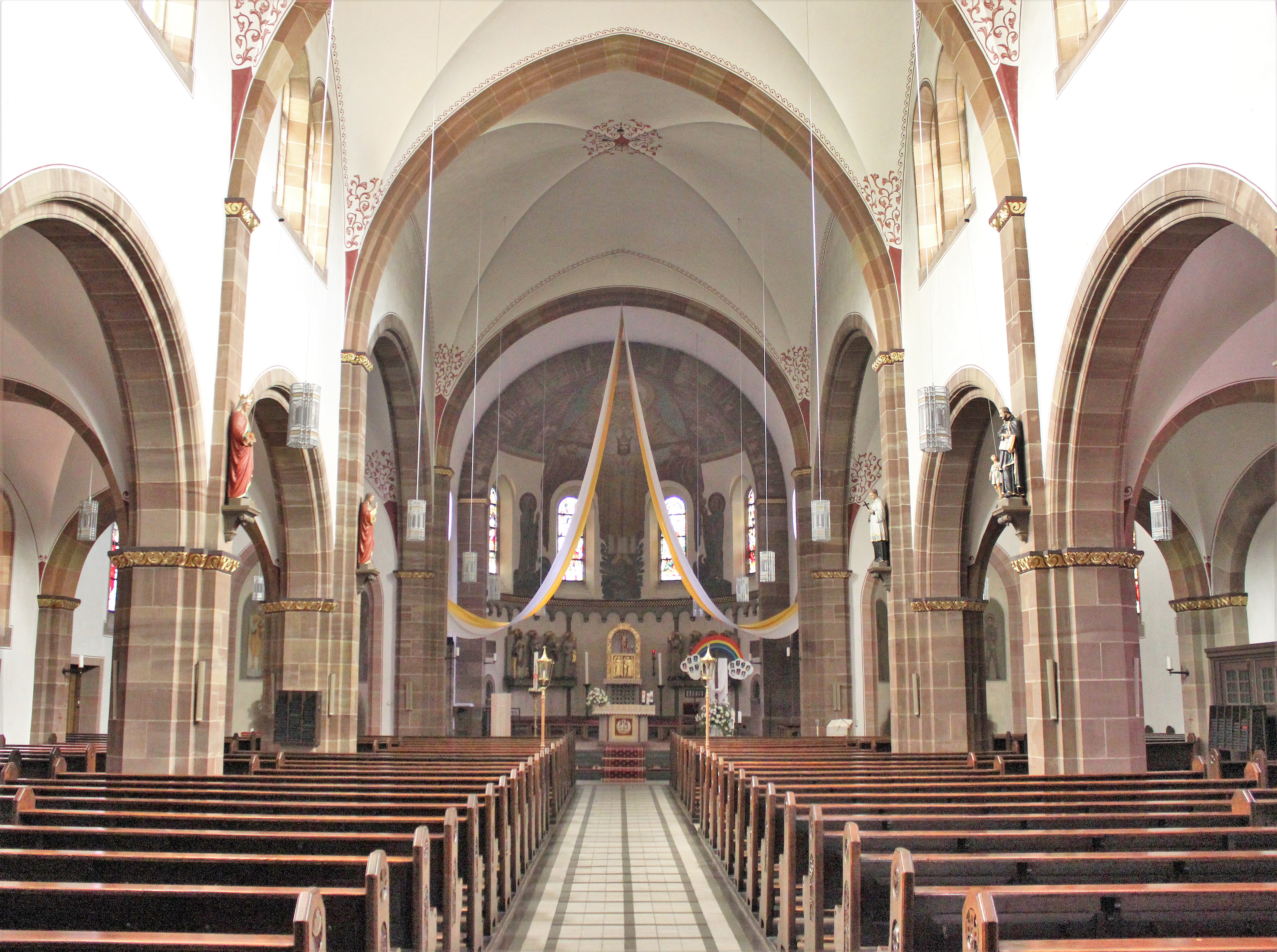
Blick ins Innere der Kirche

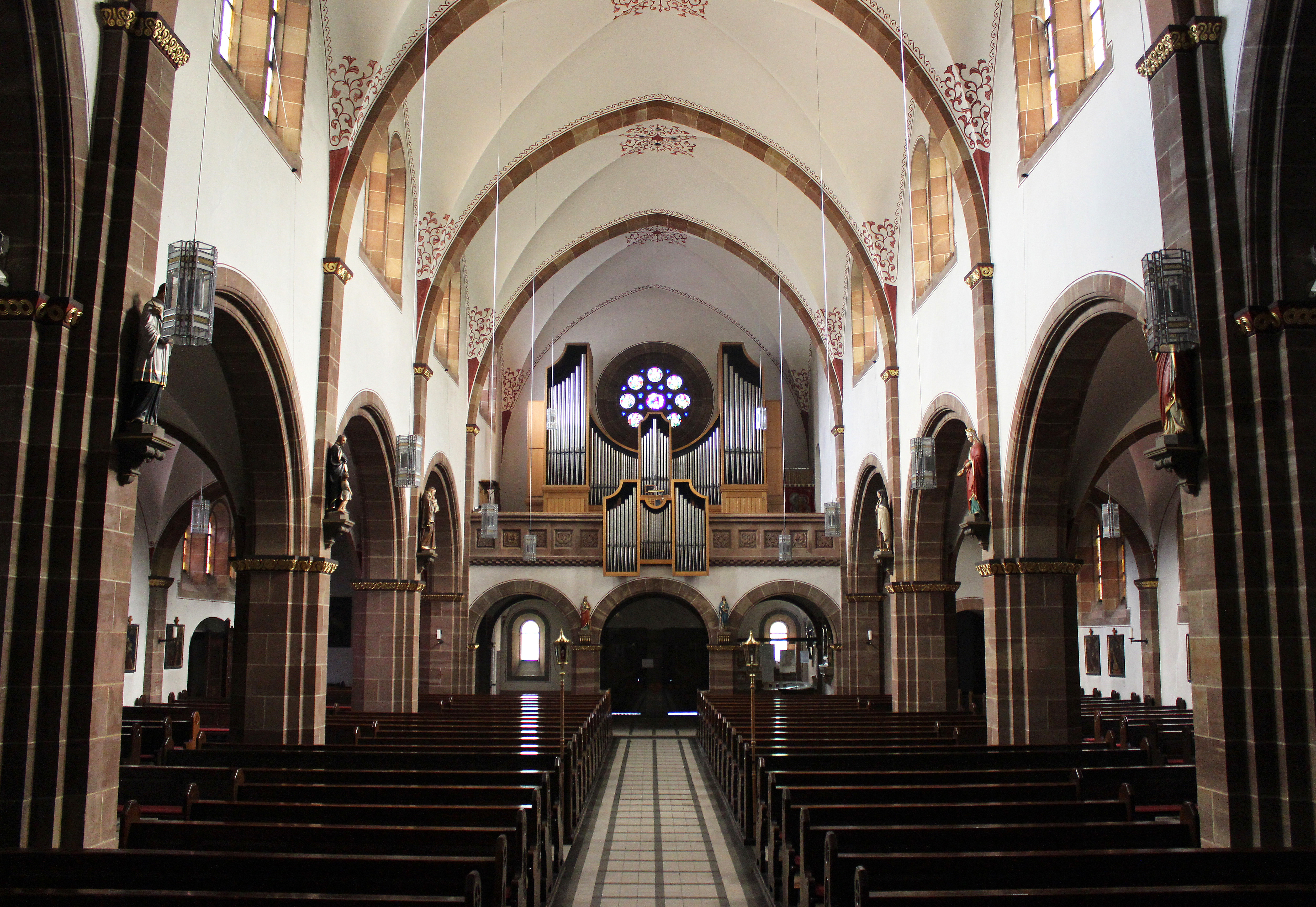
Blick vom Altarraum zur Orgelempore

Die Kirche St. Josef ist eine römisch-katholische Pfarrkirche in Fischbach-Camphausen, einem Ortsteil der saarländischen Gemeinde Quierschied. Sie trägt das Patrozinium des heiligen Josef. In der Denkmalliste des Saarlandes ist die Kirche als Einzeldenkmal aufgeführt.

## Geschichte
Der damalige Pfarrvikar Wilhelm Greff bemühte sich in den Jahren vor 1900 um kostenloses Bauland zur Errichtung einer Kirche und eines Pfarrhauses in Fischbach. Für den Bau eines Pfarrhauses reichte das Bauland, das er zur Verfügung gestellt bekam, jedoch nicht für den Bau einer Kirche. So entstand zunächst das Pfarrhaus, das am 1. August 1900 fertiggestellt war. Unter Pfarrvikar Johannes Hess, der dem im Jahr 1905 abberufenen Greff nachfolgte, erhielt man nach langwierigen Verhandlungen schließlich ein ausreichend großes Grundstück für einen Kirchenbau. Bei dem Grundstück handelte es sich um Land, das der Grube Camphausen gehörte und das gegen Land der Pfarrgemeinde Quierschied getauscht wurde. Die Genehmigung für den Grundstückstausch erteilte die Königliche Bergwerksdirektion Saarbrücken im November 1908. Die Genehmigung für den Bau der Kirche in Fischbach, das damals zur preußischen Rheinprovinz gehörte, wurde am 1. März 1911 durch die zuständige preußische Regierung in Berlin erteilt.
Für die Pläne des Kirchenbaus, der nun realisiert werden konnte, zeichnete Architekt Moritz Gombert (Saarbrücken) verantwortlich. Die Grundsteinlegung erfolgte im Juni 1911, und bereits am 25. August 1912 konnte der erste Gottesdienst in der neu errichteten Kirche stattfinden. Die Baukosten für das Kirchengebäude beliefen sich auf 143 000 Mark. Am 7. August 1916 nahm der damalige Trierer Weihbischof Antonius Mönch die feierliche Konsekration des Gotteshauses vor.
Im Jahr 1923 wurde die Ausmalung der Kirche vorgenommen, ein Jahr später erfolgte die Anschaffung von Kreuzwegstationen und einer Glocke. Die bunten Kirchenfenster, die 1925/26 eingebaut wurden, mussten nach dem Zweiten Weltkrieg, aufgrund von Zerstörungen durch einen Bombenabwurf teilweise erneuert werden. Im Sommer des Jahres 1954 wurde die Kirche einer Innenrenovierung unterzogen, bei der auch neue Wandmalereien entstanden. Ab dem Jahr 1977 fand eine erneute umfangreiche Innenrenovierung statt, in deren Rahmen der Bereich des Altarraums von Umbau- und Neugestaltungsmaßnahmen betroffen war. Nach Abschluss der Arbeiten konsekrierte Weihbischof Alfred Kleinermeilert am 11. Mai 1980 den Altar im umgebauten und neu gestalteten Altarraum. Im Jahr 2000 erfolgte wieder eine Innenrenovierung, bei der alte Bilder wiederentdeckt und freigelegt wurden. Im Jahr 2004 wurden Kirchendach und Außenfassade generalsaniert.

## Ausstattung
Zur Ausstattung der Kirche gehören Wandmalereien des Kirchenmalers Alfred Gottwald (Bonn), die in den 1950er Jahren geschaffen wurden. Die Malereien befinden sich über dem Hochaltar und über den beiden Seitenaltären. Weitere Ausstattungsgegenstände sind Figuren der Heiligen Barbara, Margaretha, Klara und Thomas von Aquin, sowie von den alttestamentlichen Gestalten Melchisedech, Noah, Aaron und Elias. Erwähnenswert sind auch die Fensterrosen an den Frontseiten des Haupt- und des Querschiffes.
Die heutige Orgel der Kirche wurde am 13. Dezember 1981 in Dienst gestellt. Das Vorgängerinstrument wurde im Juli 1926 in Auftrag gegeben.
Das Geläute der Kirche besteht aus vier Glocken. Die vierte Glocke wurde im Jahr 2001 von der Glockengießerei Mabilon in Saarburg geliefert.